# Machine synchrone à aimants permanents
Vous pouvez aider à l'améliorer ou bien discuter des problèmes sur sa page de discussion.
- Il ne cite pas suffisamment ses sources. Vous pouvez indiquer les passages à sourcer avec {{référence nécessaire}} ou {{Référence souhaitée}}, et inclure les références utiles en les liant aux notes de bas de page. (Marqué depuis août 2024)
- Certaines informations devraient être mieux reliées aux sources mentionnées dans la bibliographie ou les liens externes. Améliorez sa vérifiabilité en les associant par des références. (Marqué depuis août 2024)

- Archive Wikiwix
- Bing
- Cairn
- DuckDuckGo
- E. Universalis
- Gallica
- Google
- G. Books
- G. News
- G. Scholar
- Persée
- Qwant
- (zh) Baidu
- (ru) Yandex
- (wd) trouver des œuvres sur Wikidata

Une machine synchrone à aimants permanents se compose d’un stator comportant un bobinage qui est alimenté en triphasé et produit un champ magnétique tournant à la fréquence d’alimentation et d’un rotor où le champ magnétique est produit par des aimants permanents.
Les moteurs à aimants permanents peuvent accepter des courants de surcharge importants pour démarrer rapidement. Associés à des variateurs de vitesse électroniques, ils trouvent leur place dans certaines applications de motorisation d'ascenseurs lorsque l'on cherche une certaine compacité et une accélération rapide (immeuble de grande hauteur par exemple). L’excitation, dans ce cas, est créée par les aimants permanents. Le couple instantané (dans n’importe quelle configuration de machine à aimants) est la somme de trois couples élémentaires : le couple réluctant, le couple hybride et le couple de détente.

## Positionnement des aimants
Il existe plusieurs sortes de machines synchrones à aimants permanents : 
- Aimants en surface : (MSAP_S) les aimants permanents sont collés sur le rotor à l’aide de résine ou on les insère dans des encoches faites dans le rotor. Le couple total dans cette machine est la somme d’un couple hybride et d’un couple de détente. Le couple réluctant est nul, le rotor ne présentant aucune saillance (variation de réluctance) quand il tourne.
- Aimants enterrés : (MSAP_I2) les aimants permanents sont démagnétisés et enterrés dans le rotor, puis ils sont remagnétisés. Le couple total dans ce type de machine est égal à la somme d’un couple hybride, d’un couple de détente et d’un couple réluctant.
- Aimants à concentration de flux : (MSAP_CF) les aimants permanents sont disposés de telle sorte qu’ils fournissent une concentration de flux dans l’entrefer, le couple total est égal à la somme d’un couple hybride, d’un couple de détente et d’un couple réluctant.

## Matériaux
Durant la dernière décennie, la demande de machines électriques plus compactes et plus efficaces attirait toute l'attention des industriels et des chercheurs vers les machines à aimants permanents. L’émergence des aimants permanents Nd-Fe-B à très hautes performances et à bas coût [réf. nécessaire] ainsi que l'évolution importante du domaine de l'électronique de puissance n'ont fait qu'accentuer cette tendance. L'accroissement du rendement, de la puissance massique et du couple massique est devenu possible, grâce à l’exploitation des aimants, source de flux sans pertes par effet Joule. Cependant, les aimants permanents présentent un inconvénient pour des applications où la plage de vitesse de fonctionnement est importante car ils ont tendance à se décoller du rotor sous l’effet de la force centrifuge. Il existe cependant des solutions pour pallier ce problème. La mise en place d’un tube amagnétique en fibre de verre peut constituer un bon moyen de consolidation.

## Automatisme
Le moteur synchrone à aimants permanents remplace le commutateur mécanique du moteur à courant continu à balais par une commutation électronique, éliminant ainsi les balais et les problèmes qui leur sont associés. Cependant, ceci a pour effet de rendre le contrôle de ce moteur plus difficile. Les moteurs brushless (sans balai) ont besoin d’une boucle de retour délivrant l’information de la position électrique du rotor. Ce qui implique l’utilisation d’un capteur de position. Cette information sur la position électrique du rotor est utilisée pour commander les phases des courants, avec comme but de maintenir un angle de commutation proche de l’angle optimal qui est de 90°.

## Avantages et inconvénients
La machine synchrone à aimants permanents en surface semble être le meilleur choix pour le moteur-roue. Ces machines ont effectivement des avantages non négligeables :
- Rapports couple/masse et puissance/masse élevés.
- Très bon rendement.
- Moindre usure et moins de frais d'entretien (pas de balais, ni charbons).

Cependant ils ont tout de même certains inconvénients :
- Coût élevé (à cause du prix des aimants).
- Problème de tenue en température des aimants (250 °C pour le samarium-cobalt)
- Risque de démagnétisation irréversible des aimants par la réaction d’induit.
- Difficulté de défluxage et complexité de son électronique de commande (nécessité d’un capteur de position).
- Impossibilité de régler l’excitation.
- Pour atteindre des vitesses élevées, il est nécessaire d’augmenter le courant statorique afin de démagnétiser la machine. Ceci entraînera inévitablement une augmentation des pertes statoriques par effet Joule.
- La non-régulation de ce flux ne permet pas une souplesse de contrôle sur une très large plage de vitesse.